# Sergueï Martinson
Pour les articles homonymes, voir Martinson.
Sergueï Alexandrovitch Martinson (en russe : Мартинсон, Сергей Александрович - en anglais : Sergei Martinson), né le 6 février 1899 à Saint-Pétersbourg, dans l'Empire russe et mort le 2 septembre 1984  à Moscou, est un acteur soviétique.

## Biographie
En 1923, Sergueï Martinson sort diplômé de l'Institut des Arts scéniques. Il collabore avec le Théâtre de la Révolution (1924-1941), le théâtre de Vsevolod Meyerhold (1925-1926, 1929-1933, 1937-1938), le Théâtre de music-hall de Saint-Pétersbourg (1933-1936). À partir de 1945, il fait partie de la troupe du Théâtre national d'acteur de cinéma.
Martinson débute au cinéma en 1924. Il travaille également au doublage de dessins animés.
Il est distingué artiste émérite de la RSFSR en 1950 et artiste du Peuple de la RSFSR en 1964.
Mort en septembre 1984 à Moscou, l'artiste est inhumé au cimetière de Kountsevo.

## Distinctions
- 1944 : ordre de l'Insigne d'Honneur
- 1979 : ordre du Drapeau rouge du Travail

## Filmographie sélective

### Films
- 1924 : Les Aventures d'Octobrine : Coolidge Curzon Poincare
- 1926 : La Roue du diable : magicien, meneur d'une bande de bandits
- 1927 : Le Petit Frère
- 1934 : La Révolte des pêcheurs (en russe : Vosstaniye rybakov)
- 1944 : La Noce (Свадба, Svadba) d'Isidore Annenski : le télégraphiste
- 1947 : L'Exploit d'un éclaireur (Подвиг разведчика) de Boris Barnet
- 1951 : Prjevalski (Пржевальский) de Sergueï Ioutkevitch : professeur
- 1953 : Les navires attaquent les bastions (Корабли штурмуют бастионы, Korabli chturmuiout bastiony) de Mikhaïl Romm : le roi Ferdinand Ier
- 1956 : Le Géant de la steppe : le boyard Michatouchka (Félourse dans les sous-titres)
- 1961 : Les Voiles écarlates : Philippe, un charbonnier
- 1969 : La Belle (Gražuolė) : le vieil homme seul
- 1972 : Rouslan et Ludmila : un ambassadeur
- 1979 : Yaroslavna, Reine de France (Ярославна, королева Франции) de Igor Maslennikov
- 1983 : Et la vie, et les larmes et l'amour (И жизнь, и слёзы, и любовь) de Nikolaï Goubenko : Egochkine

### Doublaged'animation
- 1945 : La Dépêche disparue : le sorcier
- 1955 : Zakoldovannyj maltchik : le rat
- 1957 : La Reine des neiges : Karraks